# Groupe modulaire
En mathématiques, on appelle groupe modulaire le groupe PSL(2, ℤ), quotient du groupe spécial linéaire SL(2, ℤ) par son centre { Id, –Id }. Il s'identifie à l'image de SL(2, ℤ) dans le groupe de Lie PGL(2, ℝ). On le note souvent Γ(1) ou simplement Γ.

## Action sur ledemi-plan de Poincaré

Domaine fondamental et ses translatés.

Ce nom provient de l'action à gauche et fidèle de Γ(1) par homographies sur le demi-plan de Poincaré ℋ des nombres complexes de partie imaginaire strictement positive.
Cette action n'est que la restriction de l'action de PGL(2, ℂ) sur la droite projective complexe P1(ℂ) = ℂ ∪ {∞} : la matrice {\displaystyle \left({\begin{matrix}a&b\\c&d\end{matrix}}\right)} agit sur P1(ℂ) par la transformation de Möbius qui en envoie z sur {\displaystyle {\frac {az+b}{cz+d}}}. En coordonnées homogènes, [z : t] est envoyé sur [az + bt : cz + dt].
Comme le groupe PGL(2, ℝ) stabilise la droite projective réelle P1(ℝ) = ℝ ∪ {∞} de P1(ℂ), ce groupe stabilise aussi le complémentaire. Comme PGL(2, ℝ) est en outre connexe, il stabilise également chacune des deux composantes de P1(ℂ)\P1(ℝ), en particulier ℋ. Il en est donc de même du sous-groupe modulaire Γ(1).

## Action sur ledisque de Poincaré

Action du groupe modulaire sur le disque de Poincaré.

Le groupe PSU(1, 1) agit par homographies sur le disque de Poincaré, par isométries directes ; or le groupe PSU(1, 1) est isomorphe au groupe PSL(2, ℝ), donc ce dernier agit sur le disque de Poincaré.
On rappelle que le groupe spécial unitaire SU(1, 1) est l'ensemble des éléments de SL(2, ℂ) laissant invariante une forme hermitienne de signature (1,1) ; SU(1, 1) peut être vu comme l'ensemble des matrices {\displaystyle \left({\begin{matrix}\alpha &\beta \\{\overline {\beta }}&{\overline {\alpha }}\end{matrix}}\right)} où α et β sont des nombres complexes vérifiant la relation α2 – β2 = 1.

## Courbe modulaire
Le quotient du demi-plan de Poincaré par le groupe modulaire est la surface de Riemann Γ\ℋ (« Gamma sous H »), souvent notée — ce qui selon les conventions peut être considéré un abus de notation — ℋ/Γ (« H sur Gamma »).
Cette surface de Riemann est souvent dénommée courbe modulaire, car elle paramètre les classes d'isomorphisme de courbes elliptiques complexes. En fait cette courbe modulaire est la droite complexe ℂ. À chaque courbe elliptique complexe E correspond un nombre complexe, son j-invariant, noté j(E) ou jE. Ce nombre caractérise la courbe elliptique E à isomorphisme près. On dit que c'est son module.
À tout point τ du demi-plan de Poincaré on associe le tore quotient Eτ = ℂ/(ℤ + τℤ). C'est une courbe elliptique. On peut donc considérer son module j(Eτ). On obtient ainsi une fonction à valeurs complexes définie sur ℋ : c'est le j-invariant. C'est une fonction holomorphe sur ℋ. Comme Eτ ne dépend que du réseau ℤ + τℤ, la fonction est constante sur les orbites de Γ : on dit qu'elle commute à l'action de Γ. Ainsi la fonction j induit par passage au quotient une application de Γ\ℋ dans ℂ. Cette application est bijective et biholomorphe, ce qui justifie le nom de courbe modulaire donné au quotient Γ\ℋ.

## Présentation du groupe modulaire
Le groupe modulaire est engendré par les deux transformations
- S agit par l'inversion par rapport au cercle unité, suivie par la réflexion par rapport à la droite Re(z) = 0 et
- T agit par la translation d'une unité vers la droite.

Il revient au même de dire que Γ est engendré par les éléments S (d'ordre 2) et U = TS (d'ordre 3, qui agit par z ↦ 1 – 1/z). Plus précisément, les deux relations S2 = 1 et U3 = 1 engendrent toutes les relations entre S et U. On dit alors que l'on a deux présentations du groupe modulaire, données par générateurs et relations, de la forme
La formule ci-dessus revient à dire que tout élément de Γ s'écrit de manière unique comme produit de S, U et U2, où les facteurs U et U2 sont toujours séparés par des facteurs S. On dit encore que le groupe modulaire est le produit libre du sous-groupe engendré par S (isomorphe au groupe cyclique C2 d'ordre 2) par le sous-groupe engendré par U (isomorphe au groupe cyclique C3 d'ordre 3) :